# Højesteret

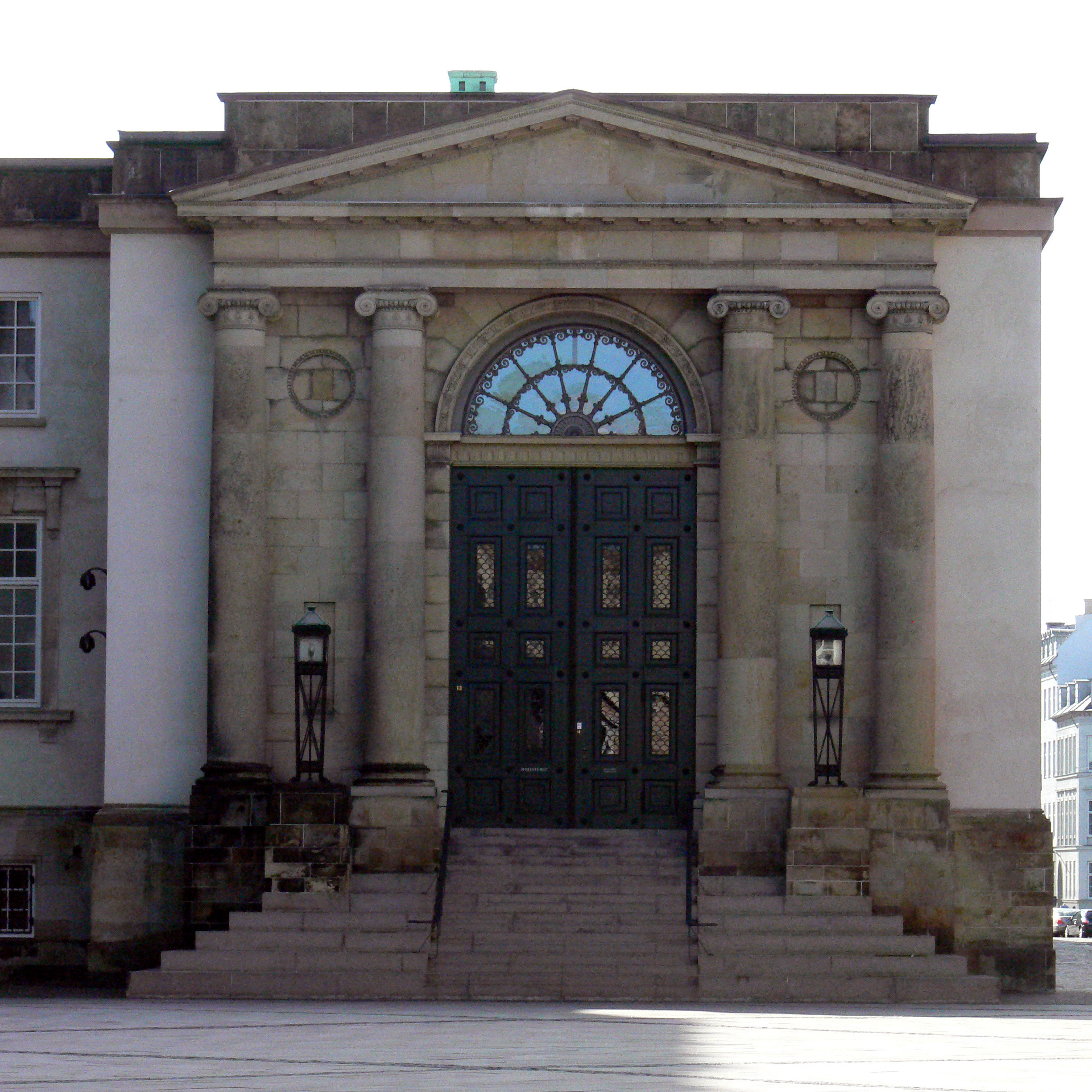
Entrén till Højesteret i Köpenhamn.

För högsta domstolen i Norge, se Høyesterett.
Højesteret är den högsta domstolen i Danmark. Højesteret hör mål som har överklagats från de två landsretterna eller från Sø- og Handelsretten, och är för de flesta mål en domstol i tredje instans.
Domstolen har sitt säte i Christiansborgs slott på Slotsholmen i Köpenhamn. Domstolen upprättades 1661 av kung Fredrik III.